# Keylin Pennant
Keylin Pennant (* 30. Mai 2000) ist eine costa-ricanische Leichtathletin, die sich auf den Sprint spezialisiert hat.

## Sportliche Laufbahn
Erste internationale Erfahrungen sammelte Keylin Pennant im Jahr 2016, als sie bei den CAC-U18-Meisterschaften in San José im 100-Meter-Lauf in 12,47 s den vierten Platz belegte und über 200 Meter in 25,96 s die Bronzemedaille gewann. Im Jahr darauf belegte sie bei den Zentralamerikameisterschaften in Tegucigalpa in 12,95 s den sechsten Platz über 100 Meter und erreichte im 200-Meter-Lauf in 28,03 s Rang sieben. 2018 siegte sie in 12,59 s bei den CACAC-U20-Meisterschaften in San Salvador und belegte anschließend bei den Zentralamerikameisterschaften in Guatemala-Stadt in 12,27 s bzw. 25,78 s jeweils den vierten Platz über 100 und 200 Meter. Zudem siegte sie mit der costa-ricanischen 4-mal-100-Meter-Staffel in 47,00 s. 2019 gewann sie bei den Zentralamerikameisterschaften in Managua in 11,99 s die Bronzemedaille über 100 Meter hinter Hilary Gladden aus Belize ihrer Landsfrau Shantely Scott. Zudem verteidigte sie mit der Staffel in 46,00 s ihren Titel und stellte damit einen neuen Landesrekord auf. Anschließend schied sie bei den Panamerikanischen-U20-Meisterschaften in San José mit 11,89 s über 100 m und 24,99 s über 200 m jeweils in der ersten Runde aus und belegte mit der Staffel in 49,84 s Rang sieben. 2020 gewann sie bei den Zentralamerikameisterschaften in San José in 12,30 s die Silbermedaille über 100 Meter hinter der Guatemaltekin Mariandre Chacón und über 200 Meter in 25,25 s die Bronzemedaille hinter der Belizerin Samantha Dirks und Chacón. Zudem siegte sie erneut mit der Staffel in 48,22 s.
In den Jahren 2017, 2018 und 2020 wurde Pennant costa-ricanische Meisterin im 100-Meter-Lauf sowie 2020 auch über 200 Meter.

## Persönliche Bestzeiten
- 100 Meter: 11,89 s (+1,2 m/s), 19. Juli 2019 in San José
- 200 Meter: 24,99 s (+0,8 m/s), 20. Juli 2019 in San José